# Robert Hajszan
Robert P. Hajszan (Pinkovac, Austrija, 16. srpnja 1948.), austrijski povjesničar, publicist i filolog, prosvjetni i kulturni djelatnik
Vrsni poznavatelj povijesti, jezika i cjelokupne kulture Hrvata u Gradišću te kao pisac i sveučilišni predavač. U Pinkovcu završio osnovnu, u Grazu gimnaziju, a 1971. diplomirao je povijest i hrvatski jezik na Pedagoškoj akademiji u Željeznome. Na bečkom svečilištu se usavršavao i 1979. doktorirao disertacijom o znamenitom svećeniku i književniku te preporoditelju gradišćanskih Hrvata Ignacu Horvatu. 1993. godine osnovao Panonski institut, a od 1994. uređuje Panonski ljetopis i Panonski list. Radio kao sveučilišni predavač povijesti i hrvatskoga jezika na Pedagoškoj akademiji u Željeznome. Objavio više knjiga iz područja povijesti kao autor, koautor i urednik. Priredio mnoge školske priručnike i udžbenike.
Pripadnik t.zv. "generacije na mostu" književnika gradišćanskih Hrvata (Fridrik Bintinger, Augustin Blazović, Robert Hajszan, Pavao Horvath, Martin Jordanić, Mate Kočiš, Štefan Kokošić, Anton Leopold, Franjo Meršić, Franjo Palković, Vilijam Pokorny, Tedi Prior, Bela Schreiner, Ferdo Sinković, Feri Sučić, Mate Šinković, Ljudevit Škrapić, Ana Šoretić, Peter Tažky, Milo Vašak, Joško Weidinger, s time da Martina Jordanića, Anu Šoretić i Petra Tažkoga ne smijemo jednoznačno uvrstiti. Augustin Blazović je ovu generaciju nazvao tako jer One bi htile biti most u dvostrukom smislu: 1. Most od Miloradića k modernoj liri,... 2. Most k književnom jeziku."